# Ulica Radzymińska w Warszawie
Ulica Radzymińska – ulica w warszawskich dzielnicach Praga-Północ i Targówek. 

## Przebieg
Ulica jest częścią ciągu – Okrzei – Ząbkowska – ul. Radzymińska – al. Piłsudskiego. Od skrzyżowania z ul. Naczelnikowską stanowi część drogi wyjazdowej z centrum miasta w kierunku północno-wschodnim.
Na odcinku od ul. Kawęczyńskiej do al. „Solidarności” jest jednojezdniowa, od skrzyżowania z al. „Solidarności” do końca przebiegu jest ulicą dwujezdniową, rozdzieloną pasem zieleni, o trzech pasach ruchu w każdym kierunku i fragmentami bocznych jezdni umożliwiających dojazd do posesji. Ulica biegnie trasą drogi wojewódzkiej nr 634 (od al. „Solidarności” do Łodygowej) i 629 (od Łodygowej do granicy miasta).

## Historia

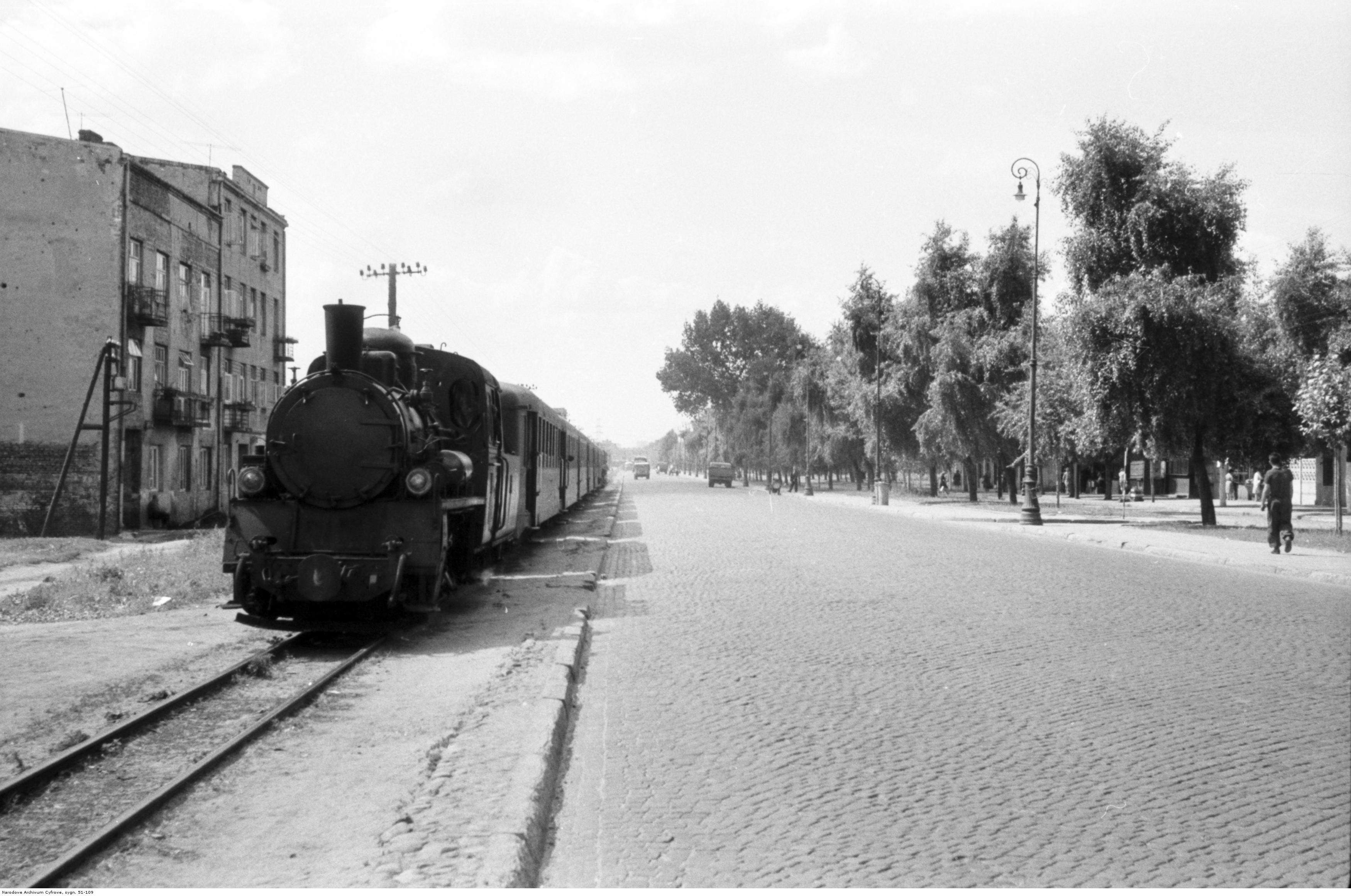
Pociąg kolejki mareckiej na ul. Radzymińskiej w latach 60.

Ulica stanowi fragment dawnej drogi do Wilna i na Litwę. Około 1875 została przecięta torami Kolei Nadwiślańskiej. Do ok. 1890 nazywano ją szosą radzymińską. Została przekształcona w ulicę w 1899, tj. po włączeniu do Warszawy Szmulowizny. Nadana nazwa jest związana z podwarszawską miejscowością, w kierunku której prowadzi – Radzyminem.
Około 1899 wzdłuż ulicy ułożono tory kolejki mareckiej.
W 1916 ulicą Radzymińską nazwano także odcinek szosy radzymińskiej poza granicami miasta. W 1939 jej zabudowa sięgała ul. Trockiej.
W latach 1941−1944 została przemianowana na Wilnaer Strasse. W październiku 1944 roku w domku pod numerem 102 uruchomiono pierwszy w wyzwolonym spod okupacji niemieckiej mieście oddział Poczty Polskiej.
W latach 1948−1949 w związku z budową trasy W-Z nad ulicą powstał wiadukt kolejowy.
Od 1954 do 1991 północny odcinek od ul. Trockiej do granicy miasta nosił nazwę ul. Generalskiej (ten odcinek stanowił bowiem przedłużenie al. gen. Karola Świerczewskiego).
Po 1945 ulica została poszerzona jako arteria wylotowa. W latach 1985–2000 była częścią ówczesnej drogi krajowej nr 18.

## Ważniejsze obiekty
- Stacja kolejowa Warszawa Wileńska Marki
- Przystanek kolejowy Warszawa Targówek